# لارنس پالماس
لارنس پالماس (انگلیسی: Laurent de Palmas؛ زادهٔ ۲۹ اکتبر ۱۹۷۷) بازیکن فوتبال اهل فرانسه است.
از باشگاه‌هایی که در آن بازی کرده‌است می‌توان به باشگاه فوتبال نیم المپیک، باشگاه فوتبال الچه، باشگاه فوتبال آلمریا، و باشگاه فوتبال کن اشاره کرد.